# Gail Devers
Pour les articles homonymes, voir Devers.
Gail Devers (née le 19 novembre 1966 à Seattle) est une athlète américaine spécialiste du 100 mètres et du 100 mètres haies. 
Elle est la seule sprinteuse à avoir remporté plusieurs victoires dans ces deux disciplines assez éloignées lors de compétitions majeures (Jeux olympiques et championnats du monde). Elle est une des rares à être double médaillée d’or olympique sur la distance reine, le 100 mètres. Elle a un palmarès impressionnant : trois médailles d'or olympiques et neuf titres de championne du monde (5 en plein air et quatre en salle).

## Biographie
Née à Seattle dans l’état de Washington, Gail Devers grandit à National City en Californie. 
Elle se fait connaître du public américain en 1988 en réalisant un prometteur 10 s 97 sur 100 m et surtout en battant le record des États-Unis du 100 m haies en 12 s 61. Un record qu'elle a amélioré en 2000 et dont elle ne sera dépossédée qu'en juin 2013. 

### 1988-1990. Ennuis de santé
Elle est sélectionnée pour le 100 m haies aux Jeux olympiques d'été de 1988 à Séoul. Elle échoue en demi-finale, finissant à la dernière place de la série. Ce résultat moyen pour la jeune américaine s’explique par l’apparition d'ennuis de santé : perte de vue d'un œil, vertiges, migraine. Ce n'est que deux ans plus tard, en 1990, qu’on parvient à comprendre l'origine de ces maux en diagnostiquant une maladie de Basedow, laquelle se caractérise par une hyperactivité de la thyroïde. Elle effectue une radiothérapie et doit absorber quotidiennement une dose de thyroxine pour compenser son insuffisance hormonale permanente,.

### 1991-1992. L’or aux J.O.
Après une guérison extrêmement rapide, elle se remet à l'entrainement et se qualifie pour les Championnats du monde d'athlétisme 1991 où elle obtient la médaille d'argent sur 100 m haies.
En 1992, à 25 ans, lors des Jeux olympiques de Barcelone, Gail Devers remporte en 10 s 82 un 100 mètres qui entrera dans la légende. Elle devance Juliet Cuthbert d'un centième de seconde (10 s 83), Irina Privalova de 2 centièmes (10 s 84), Gwen Torrence de 4 centième (10 s 86) et Merlene Ottey de 6 centièmes (10 s 88). C'est sans doute l'arrivée les plus disputée de l'histoire du sprint avec quasiment sur la même ligne cinq adversaires que seule la photo finish permettra de départager (vidéo). 
Lors de la finale du 100 m haies, elle semble pouvoir remporter une seconde médaille d'or aisément mais elle heurte la dernière haie. Elle trébuche, elle essaie de se redresser et s’effondre sur la ligne à la cinquième place (vidéo). 

### 1993-1995. Trois fois championne aux Mondiaux.
Lors des Championnats du monde 1993 de Stuttgart, elle signe un superbe doublé. Elle gagne – d'un souffle une fois de plus – le 100 m dans le même temps (10 s 82) que la deuxième, Merlene Ottey. Par contre elle remporte le 100 m haies avec un très bon 12 s 46 devant Marina Azyabina (12 s 60). 
En 1995, Elle conserve son titre sur les haies aux Championnats du monde de Gôteborg. Sur cette distance elle sera redoutable pendant de nombreuses années : elle s’adjuge la meilleure performance annuelle en 1993, 1999, 2000, 2002 et 2003.

### 1996. Deux nouvelles médailles d’or aux J.O.
En 1996, à 30 ans, lors des Jeux olympiques d'Atlanta, elle conserve son titre sur 100 m. Pour ne pas déroger à ses bonnes habitudes elle bat Merlene Ottey d’un cheveu. Même chrono à nouveau pour les deux adversaires : 10 s 94.  (vidéo). 
Sur 100 m haies aussi le scénario des J.O. précédents se répète à peu de chose près : attendue sur le podium, elle ne finit que quatrième, à seulement 1 centième il est vrai de la médaillée de bronze, la Française Patricia Girard. Elle repart néanmoins des jeux avec deux médailles d’or grâce à sa contribution à la très nette victoire du relais 4 x 100 m américain.
Le moins qu’on puisse dire c’est qu’avec Gail Devers aux J.O. les surprises et le suspens sont au rendez-vous. La chance et la malchance alternent et, si elle repart toujours avec une médaille (au moins) ce n’est jamais celle qu’on attend

### 1997-2002. Recentrage sur le 100 m haies
Après une baisse de résultats en 1997 et 98, elle remporte un nouveau titre mondial sur 100 m haies aux Championnats du monde 1999 de Séville. Elle s’adjuge aussi en passant une médaille d'argent sur 100 m. 
Le 23 juillet 2000, à 33 ans, à Sacramento, elle court sa distance de prédilection en 12 s 33. Cette performance (nouveau record des États-Unis) fait d’elle la quatrième femme la plus rapide de tous les temps sur 100 m haies. Mais le mois suivant aux Jeux olympiques de Sydney, elle échoue à nouveau dans sa quête olympique sur cette distance, victime d’une blessure en demi-finale.
Pendant les trois années qui suivent, même si elle domine toujours la discipline, elle ne remporte plus de titre majeur, la chance lui tourne le dos. Une médaille d'argent seulement aux Championnats du monde 2001 à Edmonton, l’or revenant à Anjanette Kirkland.

### 2003-2004. Les défaites, les blessures, la retraite
Dorénavant, à part sur 60 mètres, l’américaine ne brille plus beaucoup. En 2003, elle redevient championne du monde en salle sur 60 m haies à Birmingham. Qualifiée aux Championnats du monde de Paris à la fois sur 100 m et sur 100 m haies, elle ne finit que huitième sur 100 m et n'atteint pas la finale sur 100 m haies (elle heurte la dernière haies en demi-finale et ne réalise que le dixième temps).
En 2004, à 37 ans, après une saison hivernale couronnée d'un nouveau titre indoor sur 60 m et une médaille d'argent sur 60 m haies, elle se blesse d’entrée aux JO de 2004 (déchirure du mollet).
En 2005, elle donne naissance à une fille.
En 2011, elle est élue au Temple de la renommée de l'athlétisme des États-Unis ,.
Elle restera détentrice du record des États-Unis sur 100 m haies (12 s 33) jusqu’en juin 2013 (date à laquelle Brianna Rollins parvient à le faire tomber en 12 s 26).

## Palmarès
| Date | Compétition                    | Lieu         | Résultat | Épreuve     | Temps   |
| ---- | ------------------------------ | ------------ | -------- | ----------- | ------- |
| 1987 | Jeux panaméricains             | Indianapolis | 1re      | 100 m       | 11 s 14 |
| 1987 | Jeux panaméricains             | Indianapolis | 1re      | 4 × 100 m   | 42 s 91 |
| 1991 | Championnats du monde          | Tokyo        | 2e       | 100 m haies | 12 s 63 |
| 1992 | Jeux olympiques                | Barcelone    | 1re      | 100 m       | 10 s 82 |
| 1992 | Jeux olympiques                | Barcelone    | 5e       | 100 m haies | 12 s 75 |
| 1993 | Championnats du monde en salle | Toronto      | 1re      | 60 m        | 6 s 95  |
| 1993 | Championnats du monde          | Stuttgart    | 1re      | 100 m       | 10 s 82 |
| 1993 | Championnats du monde          | Stuttgart    | 1re      | 100 m haies | 12 s 46 |
| 1993 | Championnats du monde          | Stuttgart    | 2e       | 4 × 100 m   | 41 s 49 |
| 1995 | Championnats du monde          | Göteborg     | 1re      | 100 m haies | 12 s 68 |
| 1996 | Jeux olympiques                | Atlanta      | 1re      | 100 m       | 10 s 94 |
| 1996 | Jeux olympiques                | Atlanta      | 4e       | 100 m haies | 12 s 66 |
| 1996 | Jeux olympiques                | Atlanta      | 1re      | 4 × 100 m   | 41 s 95 |
| 1997 | Championnats du monde en salle | Paris        | 1re      | 60 m        | 7 s 06  |
| 1997 | Championnats du monde          | Athènes      | 1re      | 4 × 100 m   | 41 s 47 |
| 1999 | Championnats du monde en salle | Maebashi     | 2e       | 60 m        | 7 s 02  |
| 1999 | Championnats du monde          | Séville      | 5e       | 100 m       | 10 s 95 |
| 1999 | Championnats du monde          | Séville      | 1re      | 100 m haies | 12 s 37 |
| 1999 | Championnats du monde          | Séville      | 4e       | 4 x 100 m   | 42 s 30 |
| 2000 | Finale mondiale                | Doha         | 1re      | 100 m haies | 12 s 85 |
| 2001 | Championnats du monde          | Edmonton     | 2e       | 100 m haies | 12 s 54 |
| 2002 | Finale mondiale                | Paris        | 1re      | 100 m haies | 12 s 51 |
| 2002 | Coupe du monde des nations     | Madrid       | 1re      | 100 m haies | 12 s 65 |
| 2003 | Championnats du monde en salle | Birmingham   | 1re      | 60 m haies  | 7 s 81  |
| 2003 | Championnats du monde          | Paris        | 6e       | 100 m       | 11 s 11 |
| 2003 | Finale mondiale                | Monaco       | 1re      | 100 m haies | 12 s 45 |
| 2004 | Championnats du monde en salle | Budapest     | 1re      | 60 m        | 7 s 08  |
| 2004 | Championnats du monde en salle | Budapest     | 2e       | 60 m haies  | 7 s 78  |

## Divers
- Championne des États-Unis sur 100 m haies en 1991

## Records personnels
| Épreuve      | Épreuve     | Performance | Lieu                         | Date                                      |
| ------------ | ----------- | ----------- | ---------------------------- | ----------------------------------------- |
| En salle     | 50 m        | 6 s 02      | Liévin                       | 21 février 1999                           |
| En salle     | 60 m        | 6 s 95 AR   | Toronto                      | 12 mars 1993                              |
| En salle     | 60 m haies  | 7 s 74      | Boston                       | 1er mars 2003                             |
| En plein air | 100 m       | 10 s 82     | Barcelone Lausanne Stuttgart | 1er août 1992 7 juillet 1993 16 août 1993 |
| En plein air | 100 m haies | 12 s 33     | Sacramento                   | 23 juillet 2000                           |

## Vie privée
Elle est la fille du révérend Larry Devers, de la paroisse de Mount Erie.
Elle se marie en 1988 avec l'athlète Ron Roberts de qui elle divorce en 1991.